# Aire urbaine de Gournay-en-Bray
L'aire urbaine de Gournay-en-Bray est une aire urbaine française centrée sur la ville de Gournay-en-Bray.

## Caractéristiques
D'après la définition qu'en donne l'INSEE, l'aire urbaine de Gournay-en-Bray est composée de 12 communes, situées dans l'Oise et la Seine-Maritime. Ses 11612 habitants en 2014 font d'elle la 344e aire urbaine de France.
2 communes de l'aire urbaine sont des pôles urbains.
Le tableau suivant détaille la répartition de l'aire urbaine sur les départements (les pourcentages s'entendent en proportion du département) :
| Département    | Communes | Communes (%) | Superficie (km²) | Superficie (%) | Population (1999) | Population (%) |
| -------------- | -------- | ------------ | ---------------- | -------------- | ----------------- | -------------- |
| Oise           | 1        | 0,1          | 8,59             | 0,1            | 304               | 0,0            |
| Seine-Maritime | 11       | 1,5          | 112,29           | 1,8            | 10 485            | 0,8            |

## Communes
Voici la liste des communes françaises de l'aire urbaine de Gournay-en-Bray.
| Code INSEE | Commune                | Type                  | Département    | Superficie (km²) | Population (1999) | Densité (hab./km²) |
| ---------- | ---------------------- | --------------------- | -------------- | ---------------- | ----------------- | ------------------ |
| 60687      | Villers-sur-Auchy      | Commune monopolarisée | Oise           | +0008,59         | +00 000304,       | +00035,39          |
| 76048      | Avesnes-en-Bray        | Commune monopolarisée | Seine-Maritime | +0011,9          | +00 000256,       | +00021,51          |
| 76124      | Bosc-Hyons             | Commune monopolarisée | Seine-Maritime | +0005,63         | +00 000311,       | +00055,24          |
| 76208      | Cuy-Saint-Fiacre       | Commune monopolarisée | Seine-Maritime | +0009,63         | +00 000531,       | +00055,14          |
| 76209      | Dampierre-en-Bray      | Commune monopolarisée | Seine-Maritime | +0012,82         | +00 000367,       | +00028,63          |
| 76229      | Elbeuf-en-Bray         | Commune monopolarisée | Seine-Maritime | +0010,65         | +00 000359,       | +00033,71          |
| 76242      | Ernemont-la-Villette   | Commune monopolarisée | Seine-Maritime | +0007,46         | +00 000176,       | +00023,59          |
| 76260      | Ferrières-en-Bray      | Pôle urbain           | Seine-Maritime | +0015,88         | +0 0001 643,      | +00103,46          |
| 76297      | Gancourt-Saint-Étienne | Commune monopolarisée | Seine-Maritime | +0012,48         | +00 000211,       | +00016,91          |
| 76312      | Gournay-en-Bray        | Pôle urbain           | Seine-Maritime | +0010,4          | +0 0006 275,      | +00603,37          |
| 76440      | Molagnies              | Commune monopolarisée | Seine-Maritime | +0004,65         | +00 000149,       | +00032,04          |
| 76450      | Montroty               | Commune monopolarisée | Seine-Maritime | +0010,79         | +00 000207,       | +00019,18          |
|            | Total                  |                       |                | +0120,88         | +00010 789,       | +00089,25          |